# ポリジーン遺伝

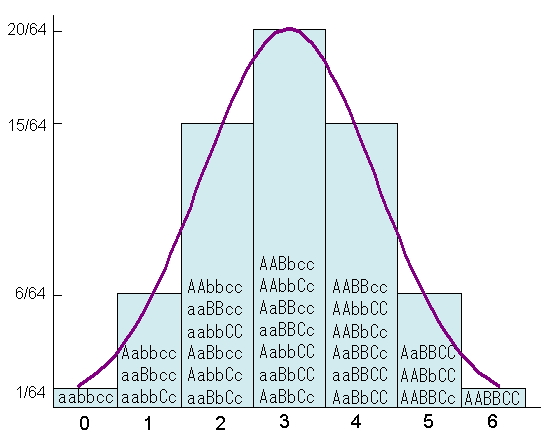
ポリジーン遺伝の概略図（遺伝子座が3つのとき）。図の右側ほどABCの数が多く、左側ほどabcの数が多い。

ポリジーン遺伝(Polygenic inheritance)とは沢山の遺伝子による要因が一つの形質に影響を与えることを指す生物学用語。多因子遺伝とも呼ばれる。

## 概要
例えば、身長に関わる遺伝子のうち、1つの遺伝子座にaとAの2種類の対立遺伝子がある場合、Aの数が1つ増えるにつれて身長が伸びる、つまりAA＞Aa (aA)＞aaの順に身長が高くなるとする。相加的な場合は、aaを基準として、AAはAaの2倍の効果がある。これが別の遺伝子座にも適用でき、各遺伝子座の効果は累積的だとする。3つの遺伝子座がある場合（Aかa、Bかb、Cかc）、A,B,Cの数が増えるほど身長は高くなる。3つの遺伝子座をもつ場合の相加的な遺伝効果は右図のようなパターンになる。相加的な遺伝効果は、1つの量的形質に関わる遺伝子座が増えるほど、正規分布の形状に近くなる。ポリジーンの効果は多くの場合で相加的だが、完全に相加的なことはまれである。
ポリジーンモデルは多くの遺伝子座の効果をかなり単純化しているが、育種学などの応用研究では十分な成果を得ている。
ポリジーン遺伝の対義語としては多相遺伝(Pleiotropy)がある。